# Альбер Дюпонтель

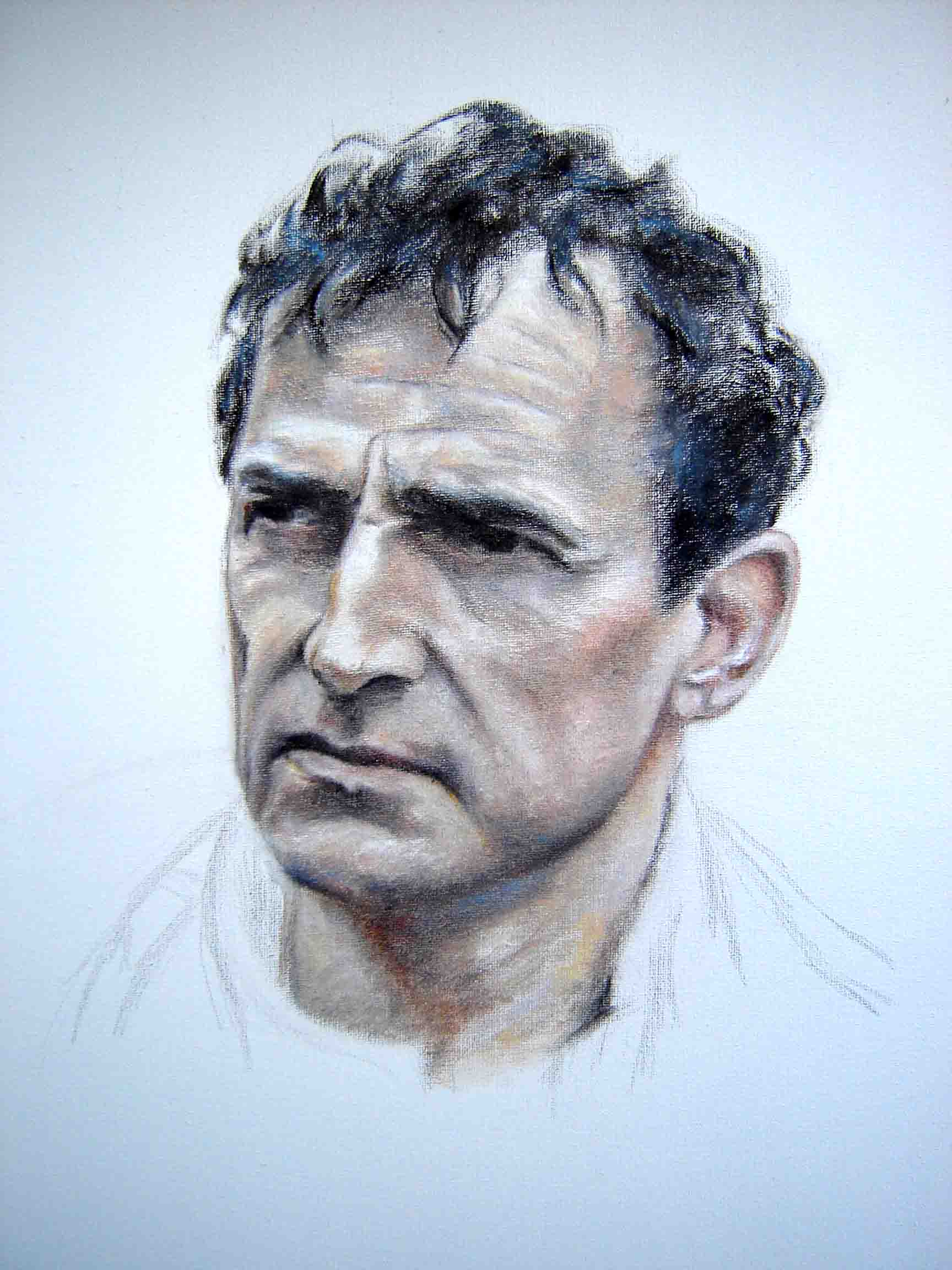
Портрет Альберта Дюпонтеля роботи Дональда Шерідана

Альбе́р Дюпонте́́ль (фр. Albert Dupontel; нар. 11 січня 1964, Сен-Жермен-ан-Ле, Франція) — французький кінорежисер, сценарист та актор.

## Життєпис
Народився Альбер Дюпонтель 11 січня 1964 року в сім'ї лікарів у французькому містечку Сен-Жермен-ан-Ле (департамент Івелін). Його мати — стоматолог, а батько — лікар. У шкільні роки Дюпонтель активно займався спортом і показував непогані результати у дзюдо й гімнастиці. З 1982 по 1986 рік він навчався на медичному факультеті, але за рік до закінчення передумав і пішов до Школи драматичного мистецтва при Державному театрі Шайо. Свою акторську кар'єру почав як комік в стилі Stand-up comedy.
Наприкінці 1980-х Альбер Дюпонтель грає у престижному Національному театрі Шайо. В цей же час він починає з'являтися на великому екрані: він знімається у «Банді чотирьох» (фр. La bande des quatre) Жака Ріветта та у фільмі «Ще» (фр. Encore) Поля Векк'ялі. Через деякий час відомий телеведучий Патрік Себастьєн запросив його у свою програму, яка зробила Дюпонтеля одним з найпопулярніших гумористів Франції.
У 1992 зняв свій дебютний авторський короткометражний фільм «Бажаний» (фр. Désiré), що розповідає про болісні пологи в 2050-му році. Ставши відомим завдяки сценічним роботам, Альбер Дюпонтель упевненіше повертається на великий екран і знімається у 1995 році у стрічці Жака Одіара «Нікому не відомий герой» (фр. Un heros tres discret). Його номінують на премію «Сезар» в категорії «Найкращий актор другого плану».
Перший повнометражний фільм Альберта Дюпонтеля — «Берні» (фр. Bernie) — вийшов у 1996 році і був номінований на премію Сезар в категорії «Найкращий дебют». Популярність і визнання Дюпонтелю принесла скандальна драма «Незворотність» (фр. Irreversible), що вийшла у 2002 році, в якій він зіграв одну з головних ролей. Альбер Дюпонтель двічі номінувався на Сезар як виконавець найкращої чоловічої ролі (за роботи у фільмах «Два дні для вбивства» (фр. Deux jours a tuer, 2008) та «Хвороба Захса» (фр. La Maladie de Sachs 1999)).
У 2013 році Альберт Дюпонтель поставив за власним сценарієм комедію «9 місяців суворого режиму», яка стала однією з головних подій кінопрокатного року у Франції, зібравши у екранів більше двох мільйонів кіноглядачів. У 2014 році за цей фільм Дюпонтель був номінований відразу у трьох категоріях на премію «Сезар»: Найкращий фільм, Найкращий режисер і Найкращий актор.

## Фільмографія
Актор
| Рік  | Українська назва          | Оригінальна назва               | Роль                 |
| ---- | ------------------------- | ------------------------------- | -------------------- |
| 1988 | Ще                        | Encore                          | Ален                 |
| 1988 | Банда чотирьох            | La Bande des quatre             | —                    |
| 1989 | Ніч сумніву (к/м)         | La Nuit du doute                | —                    |
| 1992 | Бажаний (к/м)             | Desire                          | лікар                |
| 1994 | Кожен з них для тебе      | Chacun pour toi                 | Гас                  |
| 1994 | Джорджино                 | Giorgino                        |                      |
| 1996 | Нікому невідомий герой    | Un heros tres discret           | Діонне               |
| 1996 | Берні                     | Bernie                          | Берні Ноель          |
| 1996 | Я-твоє покарання (к/м)    | Je suis ton chatiment           | —                    |
| 1998 | Серійна коханка           | Serial Lover                    | Ерік Сельє           |
| 1999 | Безумний творець          | Le Createur                     | Даріус               |
| 1999 | Хвороба Закса             | La Maladie de Sachs             | доктор Бруно Закс    |
| 1999 | Синява до самої Америки   | Du bleu jusqu'en Amerique       | професор Ельпо       |
| 2000 | Актори                    | Les acteurs                     | офіцер поліції       |
| 2001 | Походження світу          | L'origine du monde              | травесті             |
| 2002 | Дрібні прикрості          | Petites miseres                 | Жан В.               |
| 2002 | Незворотність             | Irreversible                    | П'єр                 |
| 2002 | Монік                     | Monique                         | Алекс                |
| 2004 | Інкасатор                 | Le convoyeur                    | Александр Демар      |
| 2004 | Довгі заручини            | Un long dimanche de fiançailles | Селестен «Муха»      |
| 2006 | Місця у партері           | Fauteuils d'orchestre           | Жан-Франсуа          |
| 2006 | Узаперті                  | Enfermes dehors                 | Ролан                |
| 2006 | Авіда                     | Avida                           | незграбний охоронець |
| 2006 | Президент                 | President                       | Президент            |
| 2006 | Одетта Тулемонд           | Odette Toulemonde               | Бальтазар Бальсан    |
| 2007 | Помста бідняка            | Jacquou le croquant             | батько Жаку          |
| 2007 | Зміна власника (к/м)      | Changement de proprietaire      | —                    |
| 2007 | Близькі вороги            | L'ennemi intime                 | сержант Дуньяк       |
| 2007 | Кризаліс                  | Chrysalis                       | Девід Гоффман        |
| 2008 | Париж                     | Paris                           | Жан                  |
| 2008 | Два дні для вбивства      | Deux jours a tuer               | Антуа Меліо          |
| 2008 | Луїза-Мішель              | Louise-Michel                   | Міро                 |
| 2009 | Лиходій                   | Le vilain                       | Сідні Томас          |
| 2010 | Шурхіт кубиків льоду      | Le bruit des glacons            |                      |
| 2011 | Здобич                    | La proie                        | Франк Адрієн         |
| 2011 | Дитинка                   | La brindille                    |                      |
| 2012 | Велика вечірка            | Le grand soir                   | Жан-П'єр Бонзіні     |
| 2013 | 9 місяців суворого режиму | 9 mois ferme                    | Боб Нолан            |
| 2014 | У рівновазі               | En équilibre                    | Марк                 |
| 2016 | Перший, останній          | Les premiers, les derniers      | Коші                 |
| 2017 | До побачення там, нагорі  | Au revoir là-haut               | Альбер Майярд        |
| 2020 | Відчайдушні втікачі       | Adieu les cons                  | Жан-Батіст Куха      |

Режисер та сценарист
| Рік  | Українська назва          | Оригінальна назва |
| ---- | ------------------------- | ----------------- |
| 1992 | Бажаний                   | Désiré            |
| 1996 | Берні                     | Bernie            |
| 1999 | Безумний творець          | Le Créateur       |
| 2006 | Узаперті                  | Enfermés dehors   |
| 2009 | Лиходій                   | Le vilain         |
| 2013 | 9 місяців суворого режиму | Neuf mois ferme   |
| 2017 | До побачення там, нагорі  | Au revoir là-haut |
| 2020 | Відчайдушні втікачі       | Adieu les cons    |

## Визнання
| Рік                | Категорія                                       | Фільм                       | Результат |
| ------------------ | ----------------------------------------------- | --------------------------- | --------- |
| Премія «Сезар»     |                                                 |                             |           |
| 1997               | Найкращий дебютний фільм                        | «Берні»                     | Перемога  |
| 1997               | Найкращий актор другого плану                   | «Нікому невідомий герой»    | Номінація |
| 2000               | Найкращий актор                                 | «Хвороба Захса»             | Номінація |
| 2009               | Найкращий актор                                 | «Два дні для вбивства»      | Номінація |
| 2014               | Найкращий фільм                                 | «9 місяців суворого режиму» | Номінація |
| 2014               | Найкраща режисерська робота                     | «9 місяців суворого режиму» | Номінація |
| 2014               | Найкращий актор                                 | «9 місяців суворого режиму» | Номінація |
| 2014               | Найкращий сценарій                              | «9 місяців суворого режиму» | Перемога  |
| 2018               | Найкращий фільм                                 | «До побачення там, нагорі»  | Номінація |
| 2018               | Найкраща режисерська робота                     | «До побачення там, нагорі»  | Перемога  |
| 2018               | Найкращий актор                                 | «До побачення там, нагорі»  | Номінація |
| 2018               | Найкращий адаптований сценарій                  | «До побачення там, нагорі»  | Перемога  |
| Кришталевий глобус |                                                 |                             |           |
| 2007               | Найкращий актор                                 | «Узаперті»                  | Номінація |
| 2009               | Найкращий актор                                 | «Два дні для вбивства»      | Номінація |
| 2014               | Найкращий актор                                 | «9 місяців суворого режиму» | Номінація |
| 2014               | Найкращий фільм                                 | «9 місяців суворого режиму» | Перемога  |
| 2018               | Найкращий актор                                 | «Зустрінемося там, нагорі»  | Номінація |
| Приз Луї Деллюка   |                                                 |                             |           |
| 2013               | Найкращий фільм                                 | «9 місяців суворого режиму» | Номінація |
| Премія «Люм'єр»    |                                                 |                             |           |
| 2014               | Найкращий режисер                               | «9 місяців суворого режиму» | Номінація |
| 2014               | Найкращий сценарій (спільно з Лораном Тарнером) | «9 місяців суворого режиму» | Номінація |
| 2018               | Найкращий фільм                                 | «До побачення там, нагорі » | Номінація |
| 2018               | Найкращий сценарій (спільно з П'єром Леметром)  | «До побачення там, нагорі » | Номінація |
| Золота зірка кіно  |                                                 |                             |           |
| 2014               | Найкращий сценарій                              | «9 місяців суворого режиму» | Перемога  |